# The Streets of San Francisco
The Streets of San Francisco é um drama policial, filmado em locação em San Francisco, California, e produzido pelo lendário Quinn Martin (Em associação com Warner Bros. Television na 1ª Temporada). Foi estrelada por Karl Malden, Michael Douglas, e Richard Hatch. Foi exibido de 1972 a 1977 pela emissora ABC. Teve 5 temporadas e 120 episódios. A série começou com um filme para televisão de mesmo nome, baseado no livro "Poor, Poor Ophelia" de Carolyn Weston.

## A Série

### Transmissão
A série estreou no Sábado, dia 16 de Setembro de 1972, as 9h (Horário do Leste), competindo com dois populares sitcoms da CBS: "The Mary Tiller Moore Show" e "The Bob Newhart Show". Depois que "Streets fez sucesso, passou a ser exibido a partir da 2ª temporada nas quintas-feiras (Competindo com grandes sucessos), em diferentes horários.

### Sinopse
A série conta de Ten. Det. Mike Stone (Malden), um veterano policial promovido para a divisão de Homícidos do Departamento de Polícia de San Francisco, e seu parceiro recém-formado, o Det. Steve Keller (Douglas), com 28 anos, energético e educado. Keller aprende junto com Stone todas as facetas e ganha experiência do trabalho policial. (A irmã de Michael Douglas, Darleen Carr, fez algumas aparições na série com Jeannie Stone, filha de Mike Stone).
Depois do 2º episódio da 5ª e última temporada, Douglas saiu da série para participar do filme "One Flew over the Cuckoo's Nest" (Ganhador do Oscar), e formou carreira no cinema. Sua ausência na série foi explicada: Ele saiu do departamento e foi lecionar direito em uma universidade, enquanto Stone juntou-se a um novo parceiro, o Det. Dan Robbins (Richard Hath). Hatch não foi muito popular, e a série foi cancelada devido à baixa audiência.

### Astros Convidados
Alguns grandes astros apareceram em "Streets": Leslie Nielsen, James Woods, Nick Nolte, Arnold Schwarzenegger, Cal Bellini, Pat Conway, Patty Duke, Richard Egan, Richard Eastham, Don Keefer, Flip Mark, John Ritter, Robert Wagner, Rick Nelson, Wayne Maunder, Dick Van Patten, Mark Hamill, Stefanie Powers, Martin Sheen, Gary Vinson, Tom Bosley, Tom Selleck, Larry Hagman, Bill Bixby, Norman Fell, Anthony Geary, Charles Aidman, Beverly Washburn, Michael Constantine, Paul Michael Glaser]], David Soul, e Meredith Baxter, entre outros. Até a mãe de Michael Douglas, Diana Douglas, apareceu na série. Robert F. Simon apareceu oito vezes, como o cap.C Rudy Olsen.

## Filme de TV
Em 1992, a rede NBC exibiu o filme Back to The Streets of San Francisco. Karl Malden retorna como Mike Stone, investigando o assassinato de Steve Keller e outro homicídio. Ele também recomenda dois inspetores (Debra Farentino e Connor O'Farrell) a tenentes.